# William Ramsay

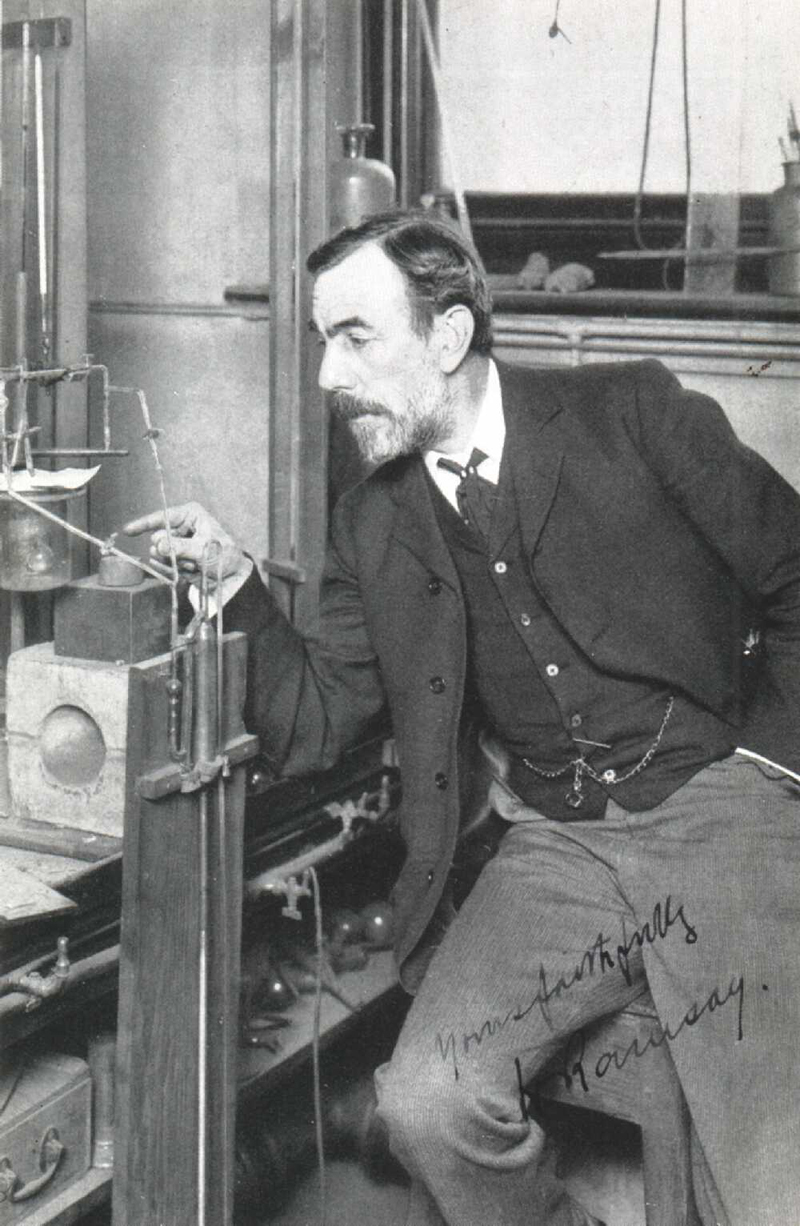
William Ramsay i sitt laboratorium.

William Ramsay, född 2 oktober 1852 i Glasgow, död 23 juli 1916 i High Wycombe, Buckinghamshire, var en brittisk kemist och mottagare av Nobelpriset i kemi.

## Uppväxt och utbildning
William Ramsay var son till William Ramsay och hans fru Catherine, född Robertson. Han var brorson till Andrew Crombie Ramsay. Fram till 1870 studerade han i sin hemstad Glasgow, och därefter vid Rudolph Fittigs laboratorium i Tübingen där han1872 blev filosofie doktor på en doktorsavhandling om ortotoluensyra och dess derivat.

## Karriär
Ramsay var mellan 1872 och 1880 assistent i kemi i Glasgow, först vid Anderson College och från 1874 vid universitetet. Från 1880 till 1887 var han professor i kemi vid University College of Bristol (senare ombildat till University of Bristol) och från 1887 till 1902 professor i oorganisk kemi vid University College London.

## Vetenskapliga insatser
Ramsays tidigaste arbeten, under 1870-talet, var inom organisk kemi. Från början av 1880-talet var han framför allt verksam inom fysikalisk kemi, där han framför allt gjorde insatser inom stökiometri och termodynamik. Han samarbetade också med Sidney Young i undersökningar av avdunstning och dissociation (1886–1889) samt studerade lösningar av metaller (1889).
Hans mest uppmärksammade insatser skedde dock inom oorganisk kemi. Redan 1885–1890 publicerade han flera uppmärsammade artiklar om kväveoxider.
Ramsay upptäckte 1894 tillsammans med Lord Rayleigh grundämnet argon, vilket de tillkännagav vid ett möte med British Association i augusti 1894. Han framställde 1895 helium ur mineralet cleveit. Tillsammans med Morris William Travers upptäckte han mellan 1898 och 1900 ytterligare tre tidigare oupptäckta grundämnen som fanns i luften: neon, krypton och xenon. Han gjorde dessa upptäckter genom att metodiskt leta efter de oupptäckta ädelgaser som borde finnas enligt periodiska systemet så som det utformats av Dmitrij Mendelejev.
1903 gjorde Ramsay tillsammans med Frederick Soddy genom spektralanalys den uppseendeväckande upptäckten, att helium bildas av strålningen från radium, vilket var första gången ett experimentellt bevis erhållits för möjligheten av ett grundämnes uppkomst ur ett annat. Ramsay bestämde också radiums atomvikt och upptäckt radiumstrålningens spektrum.
I sin Geschichte der Chemie (1914) skrev Ernst von Meyer om Ramsays insatser, att de "hör till de mest glänsande i nutiden, i det de uppdagat ett alldeles nytt område och lämnat bevis för, att även där, varest allt synes vara klappat och klart, ännu en mångfald av nya fakta kan stå att finna".

## Hedersbetygelser
1904 mottog Ramsay Nobelpriset i kemi "för upptäckten av de indifferenta gasformiga grundämnena i luften och bestämmandet av deras plats i det periodiska systemet".
Ramsay fick även andra utmärkelser, till exempel Barnardmedaljen, Davymedaljen och Lonstaffmedaljen. Han invaldes som ledamot av Kungliga Vetenskapsakademien år 1897.
Han blev riddare av Bathorden (KCB) 1902.

## Skrifter
- A system of chemistry (1891).
- Elementary systematic chemistry (1891).
- The gases of the atmosphere (1896).
- Modern chemistry (1901).
- Essays: biographical and chemical (1908).
- The discovery of the constituents of the air.